# 安德斯·維倫科索
安德斯·維倫科索·西格拉（西班牙語：Andrés Velencoso Segura，1978年3月11日—），西班牙模特兒。他最知名的廣告代言，香奈兒（Chanel Allure Homme）、運動香水、還有2003年與珍妮佛·洛佩茲為路易威登的時裝秀。2009年6月，在MODELS.com's網站，他排名第6，並且與 Mathias Lauridsen, Tyson Ballou and Mark Vanderloo等知名模特兒一起被封為「代表性頂級男模」。 他目前在"The Money Guys（富有男人榜）"排行第16名，和安德斯·維倫科索同國籍的奧里奧爾·艾爾卡秋 和喬·可塔迦納也在榜上，三人被稱為「西班牙男模三巨頭」。

## 职业生涯

### 早期
安德斯·維倫科索出生在西班牙濱海托薩（西班牙語：Tossa de Mar）。 安德斯·維倫科索在完成了高中学业後，與西班牙模特兒經紀公司簽約，並开始了模特職業生涯。 但剛開始他的模特兒生涯並不順遂，他毛躁的髮型與充滿肌肉身材似乎不符合歐洲市場的需求。當安德斯·維倫科索去米蘭，幾乎所有的經紀人都認為他太壯碩，而且看起來遲鈍。 2001年，從紐約來的經紀人娜塔莉凯特（Natalie Kates）改變了他的命運，儘管安德斯·維倫科索不會說英語，凯特還是帶領他進入模特兒的世界。 凯特為他拍了新的拍立得照片，並且開始把她介紹給客戶 ,其中一位是摄影师马特艾比尼（Matt Albiani），他非常喜歡安德斯·維倫科索的風格。隔天，安德斯·維倫科索在東漢普頓鎮 (紐約州)開始了拍攝。 在城市的幾天，他在路上被业界許多着名摄影师相中，包括 邁克爾·湯普森（Michael Thompson）和（Francois Nars）。 2002年，他為香蕉共和国春季廣告活動代言，並在隔年與歌手珍妮佛·洛佩茲為路易威登（Louis Vuitton）走秀。 他與香奈兒魅力男士運動（Chanel Allure Homme Sport）簽了香水廣告，并在2004年為 罗伟 代言。2005年冬天，他的第一次登上杂志封面（Arena Homme + ）並和 Gisele Bündchen 及Diana Dondoe一起出席Jean Paul Gaultier的活動。 
安德斯·維倫科索登上許多雜誌封面包括《L'Officiel Hommes》、《Hercules》、《Arena Homme +》、《Elle(國際版)》、《Vanity Fair 》還有 《L'Officiel Hommes》。自從他登台後,他接了許多代言活動包括Banana Republic、 Louis Vuitton、 H&M、Trussardi、Chanel、Ermenegildo Zegna、Loewe、Jean Paul Gaultier、 Elie Tahari 和Etro。除了與邁克爾·湯普森（Michael Thompson）和納爾斯（Nars）,他也和許多知名攝影師設計師合作例如：泰瑞·李察遜、卡爾·拉格斐、Inez van Lamsweerde和Vinoodh Matadin。
安德斯·維倫科各地的經紀公司分別是 IMG Models （紐約）, MGM （巴黎）, 2pm Model Management （丹麥哥本哈根） I LOVE Models （米蘭） and Donna Models（東京）。 安德斯·維倫科出現在凱莉·米洛的廣告中。 2010年5月11日安德斯·維倫科索在他的家鄉萨德马尔獲得Tossenc D'Honor奖。

### 2011-2017
2012年，安德斯·維倫科索首次參演電影《Fin》。　2016年，安德斯·維倫科索跨界出演電影《100公尺的人生》。2017年三月他登上雜誌《GQ（泰國版）》的封面。

## 私人生活
2008年7月，安德斯·維倫科索開始和澳大利亞流行歌手凱莉·米洛約會 他的左胸有個紋身內容是他母親的名字露西亞（Lucia）。 。2009年四月，根據報導他與紋了「凱莉」（Kylie）的名字在他身上，象徵他全心全意奉獻给她。但兩人於2013年分手。
安德斯·維倫科索的父親是一家餐厅的老板，而他的母亲是家庭主妇，他母親於2002年過世。 他有兩個妹妹分別叫西尔维亚（Silvia）和和索尼娅（Sonia）。
安德斯·維倫科索會5種語言，包含西班牙語、加泰罗尼亚语、法語、意大利語和英語。

## 作品列表

### 電影
| 年份 | 片名                  | 角色      | 來源   |
| ---- | --------------------- | --------- | ------ |
| 2012 | Fin                   | Hugo      | [ 10 ] |
| 2015 | Summer Camp           | Antonio   | [ 19 ] |
| 2016 | 100公尺的人生         | Monitor   | [ 11 ] |
| 2017 | Señor, dame paciencia | Alejandro | [ 20 ] |

### 電視劇
| 年份      | 片名                 | 角色           | 來源   |
| --------- | -------------------- | -------------- | ------ |
| 2014-2015 | B&b, de boca en boca | Rubén Barahona | [ 21 ] |
| 2018      | EDHA                 | Teo            |        |

## 外部連結
- 安德烈斯Velencoso （页面存档备份，存于） 在 Models.com
- 安德斯·維倫科索的Facebook專頁
- 安德斯·維倫科索的X（前Twitter）
- 安德斯·維倫科索的Instagram帳戶
- 安德烈斯Velencoso Segura，最佳男模特兒在CoverMen Mag
- 安德斯·維倫科索在互联网电影资料库（IMDb）上的資料（英文）